# Petala Bumi
Petala Bumi is een bestuurslaag in het regentschap Indragiri Hulu van de provincie Riau, Indonesië. Petala Bumi telt 3015 inwoners (volkstelling 2010).